# My Beautiful Dark Twisted Fantasy
My Beautiful Dark Twisted Fantasy é o quinto álbum de estúdio pelo artista de hip-hop americano Kanye West. Foi primeiramente lançado em 22 de Novembro de 2010 pela editora discográfica Roc-A-Fella Records. As sessões de gravação para o álbum ocorreram principalmente na Avex Recording Studio em Honolulu, Havai entre 2009 e 2010. A produção foi feita por West e vários produtores de discos, incluindo Jeff Bhasker, RZA, No ID, e Mike Dean, entre outros. Após um hiato de sua carreira musical, West trabalhou no álbum através de um desenvolvimento comunitário que envolveu ele e vários outros músicos e produtores que contribuem colectivamente para sua música. Observado por escritores de música por seus elementos variados, My Beautiful Dark Twisted Fantasy incorpora componentes musicais de trabalhos anteriores de West e apresenta temas sobre excesso e celebridade.
O álbum estreou no número um da Billboard 200 nos Estados Unidos, vendendo aproximadamente 500 mil cópias em sua primeira semana. Teve um moderado sucesso comercial e gráfico a nível internacional, tendo chegado a número um no Canadá e ficando no top dez em dez países. O álbum também recebeu aclamação crítica pelos críticos de música contemporânea, tendo recebido uma pontuação do Metacritic de 94 de 100 e sendo considerado como um dos melhores álbuns lançados em 2010. Após o seu lançamento, My Beautiful Dark Twisted Fantasy recebeu aclamação geral da crítica musical, ganhando elogios por seu estilo musical variado, de qualidade de produção opulenta, e temas dicotómicos de West. Também foi nomeado o melhor álbum de 2010 em enquetes numerosas de críticos e listas de fim de ano. O álbum foi disco de platina pela Recording Industry Association of America, em Outubro de 2011, já havia vendido 1.212 milhões de cópias somente nos Estados Unidos.
My Beautiful Dark Twisted Fantasy gerou quatro singles que atingiram sucesso nas paradas. "Power", o primeiro, contem uma participação do cantor Dwele e foi nomeada para o Grammy Award de "Melhor Performance de Rap a Solo". O segundo, "Runaway", atingiu o pico nos Estados Unidos na décima segunda posição. O terceiro "Monster", lançado em Outubro de 2010, contem uma participação dos rappers Jay-Z, Rick Ross, Bon Iver e Nicki Minaj e se posicionou no top vinte dos Estados Unidos. "All of the Lights", o quarto, apresenta participação da cantora Rihanna e de Kid Cudi.

## Gravação
O álbum foi gravado parte no Hawaii e parte em Nova Iorque, custando cerca de  3 milhões de dólares para a Def Jam Records. Convidados na gravação são extremamente numerosos, e são estes: Raekwon, The RZA, Pusha T, Rick Ross, Charlie Wilson, Big Sean, Prynce Cy Hi, Swizz Beatz, Dwele, Nicki Minaj, Jay-Z, John Legend, Fergie, Rihanna, The-Dream, Ryan Leslie, Elton John, Justin Vernon, Beyoncé Knowles, Kid Cudi, Alicia Keys, Elly Jackson< e Tony Williams. Se ausentaram, não confirmaram ou tiveram as faixas gravadas despensadas da tracklist: T.I., Drake, Common, Eminem, Lil' Wayne, M.I.A., Seal, Mos Def e Santigold.

## Alinhamento das faixas
Esta foi confirmada pelo iTunes e pela Amazon.com.
| N.º | Título                                                                  | Compositor(es)                                                                                   | Produtor(s)                                                                 | Duração |  |
| 1.  | "Dark Fantasy"                                                          | Kanye West, Robert Diggs, Ernest Wilson, Jeff Bhasker, Mike Dean, Malik Jones                    | The RZA, Kanye West, No I.D., Jeff Bhasker (adc.), Mike Dean (adc.)         | 4:40    |  |
| 2.  | "Gorgeous" (com Kid Cudi & Raekwon)                                     | West, Wilson, Dean, Jones, Che Smith, Corey Woods, Scott Mescudi                                 | Kanye West, No I.D., Mike Dean                                              | 5:57    |  |
| 3.  | "POWER" (com Dwele)                                                     | West, Larry Griffin Jr., Dean, Bhasker, Andwele Gardner, Ken Lewis                               | S1, Kanye West, Jeff Bhasker (add.), Mike Dean (add.), Andrew Dawson (add.) | 4:52    |  |
| 4.  | "All of the Lights" (Interlude)                                         |                                                                                                  |                                                                             | 1:02    |  |
| 5.  | "All of the Lights** (com Rihanna e Kid Cudi)"                          | West, Bhasker, Jones, Warren Trotter                                                             | Kanye West, Jeff Bhasker (co)                                               | 4:59    |  |
| 6.  | "Monster" (com Jay-Z, Rick Ross, Nicki Minaj & Bon Iver)                | West, Shawn Carter, Patrick Reynolds, Dean, William Roberts, Onika Maraj, Justin Vernon, Bhasker | Kanye West, Mike Dean (adc), Plain Pat (adc)                                | 6:18    |  |
| 7.  | "So Appalled" (com Jay-Z, Pusha T, Prynce Cy Hi, Swizz Beatz & The RZA) | West, Wilson, Dean, Carter, Terrence Thornton, Cydell Young, Kaseem Dean, Diggs                  | Kanye West, No I.D., Mike Dean (co)                                         | 6:38    |  |
| 8.  | "Devil in a New Dress" (com Rick Ross)                                  | West, Roosevelt Harrell, Dean, Roberts, Jones                                                    | Bink!, Mike Dean (co)                                                       | 5:52    |  |
| 9.  | "Runaway" (com Pusha T)                                                 | West, Emile Haynie, Thornton, Bhasker, Dean, Jones                                               | Kanye West, Emile (co), Jeff Bhasker (co), Mike Dean (co)                   | 9:08    |  |
| 10. | "Hell of a Life"                                                        | West, Mike Caren, Wilson, Dean                                                                   | Kanye West, Mike Caren (co), No I.D. (co), Mike Dean (co)                   | 5:27    |  |
| 11. | "Blame Game" (com John Legend)                                          | West, Justin Franks, Khloe Mitchell, Dean, John Stephens                                         | Kanye West, DJ Frank E, Mike Dean (adc.)                                    | 7:49    |  |
| 12. | "Lost in The World" (com Bon Iver)                                      | West, Bhasker, Vernon                                                                            | Kanye West, Jeff Bhasker (co)                                               | 4:16    |  |
| 13. | "Who Will Survive in America"                                           | West, Bhasker, Gil Scott-Heron                                                                   | Kanye West, Jeff Bhasker (co)                                               | 1:38    |  |

| Lista de faixas |                                                       |                                |         |  |
| N.º             | Título                                                | Produtor(es)                   | Duração |  |
| 14.             | "See Me Now" (com Big Sean, Beyoncé & Charlie Wilson) | Kanye West, No I.D., Lex Luger | 6:03    |  |
| 15.             | "Runaway" (video clipe curta-metragem)                | Kanye West                     | 35:00   |  |

 •  (co) Co-produtor

 •  (adc.) produção adicional

 •  A faixa 5 conta com a participação de Rihanna, Alicia Keys, John Legend, The-Dream, Fergie, Kid Cudi, Ryan Leslie, Charlie Wilson, Tony Williams, Elly Jackson e Elton John

## Ficha Técnica
Foi confirmada pela AllMusic.com.

### Músicos
| - Ian Allen – batida de mão - Tim Anderson – buzina francesa - Richard Ashton – buzina francesa - Chris "Hitchcock" Chorney – violoncelo - Wilson Christopher – batida de mão - Rosie Danvers – violoncelo, condutor, orquestração - Uri Djemal – batida de mão - Drake – vocal - The-Dream – vocal - Dwele – vocal - Fergie – vocal - Alvin Fields – vocal - Simon Finch – trompete - Danny Flam – brass, flauta - Kay Fox – vocal - Mark Frost – trombone - Andrew Gathercole – trompete - Tony Gorruso – Brass, flauta - Elly Jackson do "La Roux" – vocal - Elton John – piano, vocal - Philip Judge – trombone - Salma Kenas – vocal | - Alicia Keys – vocal - Kid Cudi – vocal - Ken Lewis – baixo, brass, vocal, programação de bateria, engenheiro, guitarra, arranjamentos de batida, órgão, flauta - John Legend – vocal - Ryan Leslie – vocal - Mike Lovatt – trompete - Nicki Minaj – vocal - Khloe Mitchell – poesia - Rihanna – vocal - Rachel Robson – viola - Chris Rock – vocal - Amber Rose – vocal - Tom Rumsby – buzina francesa - Jenny Sacha – violino - Kotono Sato – violin - Gil Scott-Heron – vocal - Chris Soper – batida de mão - Teyana Taylor – vocal - Justin "Bon Iver" Vernon – vocal, voz de fundo - Chloe Vincent – flaura - Tony Williams – vocal, voz de fundo - Charlie Wilson – vocal |

### Produção
| - Virgil Abloh – direção de arte - Chris Atlas – marketing - Jeff Bhasker – produção adicional, arranjamentos, teclados, piano, produtor - Peter Bischoff – assistente, engenheiro assistente, engenheiro - Al Branch – marketing - Leesa D. Brunson – A&R - Don C. – A&R - Mike Caren – produtor - Shawn Carter – produtor executivo - Cary Clark – assistente de mix - George Condo – produção do cover, pinturas - Andrew Dawson – produção adicional, engenheiro, mixagem - Mike Dean – produção adicional, baixo, arranjos de violoncelo, engenheiro, guitarra, teclados, mixagem, piano, produtor, solista - DJ Frank E – produtor - Emile – produtor - Ryan Gilligan – engenheiro - Noah Goldstein – engenheiro - Alex Graupera – assistente - Gaylord Holomalia – assistente - Phil Joly – assistente, engenheiro assistente, engenheiro - Terese Joseph – A&R - Kyambo "Hip Hop" Joshua – produtor executivo - Doug Joswick – produção de encomenda | - JP Robinson – coordenador de arte - Anthony Kilhoffer – programador de bateria, engenheiro, mixagem - Brent Kolatalo – programador de bateria, engenheiro, teclados - Erik Madrid – assistente de mixagem - Manny Marroquin – mixagem - Vlado Meller – masterização - Christian Mochizuki – assistente, engenheiro assistente, engenheiro - Fabien Montique – fotografia - No I.D. – produtor - Plain Pat – produção adicional - Christian Plata – assistente de mixagem - Antonio "L.A." Reid – produtor executivo - Patrick "Plain Pat" Reynolds – A&R - Gee Roberson – produtor executivo - Todd Russell – coordenador de arte - The RZA – produtor - S1 – produtor - Tommy D. – produtor - Marcos Tovar – engenheiro vocal - Tracey Waples – marketing - Eric Weissman – apuramento de amostras - Kanye West – diretor de arte, produtor executivo, produtor - Kristen Yiengst – coordenador de arte |